# Latreutes anoplonyx
Latreutes anoplonyx is een garnalensoort uit de familie van de Hippolytidae. De wetenschappelijke naam van de soort is voor het eerst geldig gepubliceerd in 1914 door Kemp.